# Spermacoce macrocephala
Spermacoce macrocephala là một loài thực vật có hoa trong họ Thiến thảo. Loài này được (Standl. & Steyerm.) Govaerts miêu tả khoa học đầu tiên năm 1996.